# Blanca Rodríguez
Blanca María Rodríguez de Pérez (1 tháng 1 năm 1926 – 5 tháng 8 năm 2020) là Đệ nhất phu nhân Venezuela trong hai nhiệm kỳ, từ năm 1974 đến 1979 và từ năm 1989 đến 1993.

## Tiểu sử

### Thời niên thiếu và học vấn
Blanca María Rodríguez sinh ra tại Rubio, bang Táchira, là con út trong một gia đình có tám người con của ông Manuel và bà Adela Rodríguez. Ông nội của bà, Eliodoro Rodríguez, là một địa chủ có tiếng tại địa phương, trong khi cha bà là một người trồng cà phê và từng tham gia Chiến tranh Ngàn ngày ở Colombia với tư cách trung úy dưới quyền tướng Uribe. Từ nhỏ, bà đã quen thuộc với các cuộc thảo luận chính trị xoay quanh nhiều chủ đề đa dạng như di sản của Simón Bolívar, Cách mạng Pháp và chế độ độc tài của Juan Vicente Gómez tại Venezuela giữa cha và người anh họ Carlos Andrés Pérez, người sau này trở thành Tổng thống Venezuela.
Mồ côi mẹ năm lên 4 tuổi và cha năm lên 8, Blanca được chị gái Ana Isabel nuôi dưỡng. Gia đình rơi vào khủng hoảng tài chính trong thời kỳ Đại khủng hoảng kinh tế toàn cầu thập niên 1930, buộc họ phải bán hết các đồn điền. Bà theo học tại trường dòng Convent School of Our Lady of the Rosary và tốt nghiệp năm 1944.

### Hôn nhân và lưu vong
Carlos Andrés Pérez bắt đầu theo đuổi người chị họ Blanca vào năm 1944, khi ông đang sống và làm việc tại Caracas, thường xuyên về Rubio để thăm bà. Họ kết hôn vào ngày 8 tháng 6 năm 1948. Trong những tháng đầu sau khi kết hôn, họ sống tại thành phố San Cristóbal, bang Táchira, trước khi chuyển đến thủ đô Caracas và sống chung với mẹ chồng của Blanca là bà Julia Pérez trong một căn nhà thuê.
Chỉ vài tháng sau, vào tháng 11 năm 1948, quân đội đã thực hiện một cuộc đảo chính nhằm lật đổ chính phủ dân cử của Tổng thống Rómulo Gallegos và thiết lập chế độ độc tài. Carlos Andrés Pérez trở thành mục tiêu của các cuộc sách nhiễu và đàn áp do là thành viên của Đảng Acción Democrática. Blanca phải chịu đựng các cuộc khám xét thường xuyên của cảnh sát an ninh tại nhà, đồng thời chăm sóc con cái khi chồng bà liên tục sống trong tình trạng lẩn trốn hoặc bị giam giữ. Năm 1952, bà theo chồng đi lưu vong tại San José, Costa Rica.
Cả hai có với nhau sáu người con: năm con gái là Sonia, Thais, Martha, María de los Ángeles và María Carolina, và một con trai là Carlos Manuel.
Khi chế độ độc tài của Marcos Pérez Jiménez bị lật đổ vào năm 1958, Blanca cùng chồng và các con trở về Venezuela. Sự nghiệp chính trị ngày càng thăng tiến của Carlos Andrés Pérez đã đưa Blanca trở thành một nhân vật nổi bật trong vai trò người vợ chính trị gia, tích cực hỗ trợ sự nghiệp của chồng, tham gia vận động tranh cử và phát triển các hoạt động thiện nguyện của riêng mình.

### Đệ nhất Phu nhân
Khi Carlos Andrés Pérez đắc cử Tổng thống vào tháng 12 năm 1973, Blanca Rodríguez trở thành Đệ nhất Phu nhân của Venezuela. Trong vai trò này, bà đứng đầu Quỹ Nhi đồng (Fundación del Niño), một tổ chức từ thiện tổ chức các trại hè và lễ hội cho trẻ em có hoàn cảnh khó khăn. Tuy nhiên, Blanca mong muốn xây dựng một chương trình có tác động lâu dài và ổn định hơn cho người nghèo, đặc biệt là phụ nữ đơn thân. Một trong những di sản nổi bật nhất của bà là việc phát triển mạng lưới trung tâm giữ trẻ ban ngày (hogares de cuidado diario) dành cho các cộng đồng có thu nhập thấp trên toàn quốc. Mô hình này tạo điều kiện cho các bà mẹ đi làm để kiếm thu nhập mà vẫn có nơi an toàn gửi gắm con cái. Đặc biệt, bà nhấn mạnh sự tham gia từ cấp cơ sở, khuyến khích các bà mẹ trong cộng đồng tham gia vào việc lựa chọn và giám sát người giữ trẻ, với sự hỗ trợ tài chính từ Quỹ Nhi đồng dành cho các "bà mẹ chăm sóc" (madres cuidadoras) – những người phụ trách trung tâm.
Ngoài ra, Blanca còn tháp tùng chồng trong các chuyến công du nước ngoài để gặp gỡ nguyên thủ các quốc gia, bao gồm các chuyến đi đáng nhớ đến Mexico, Ai Cập, Nga và Iran. Bà cũng đón tiếp các nguyên thủ quốc gia đến thăm Venezuela như Vua Juan Carlos I và Hoàng hậu Sofía của Tây Ban Nha, Tổng thống Mỹ Jimmy Carter và Đệ nhất phu nhân Rosalynn Carter, Thủ tướng Canada Pierre Trudeau và phu nhân Margaret Trudeau – người đã biểu diễn một bài hát do chính mình sáng tác để tri ân Blanca.

### Sau nhiệm kỳ tổng thống
Sau khi Carlos Andrés Pérez rời nhiệm sở năm 1979, Blanca Rodríguez tiếp tục hoạt động từ thiện thông qua tổ chức Bandesir, chuyên cung cấp xe lăn và nạng cho người khuyết tật nghèo. Bà giữ chức Chủ tịch tổ chức, thường xuyên đi khắp cả nước để trao tặng thiết bị hỗ trợ và huy động tài trợ để mở rộng dịch vụ y tế miễn phí tại trụ sở của tổ chức. Ngoài ra, bà còn là người bảo trợ cho Nhà dưỡng bệnh phong tại La Guaira.

### Nhiệm kỳ Đệ nhất Phu nhân lần thứ hai
Blanca một lần nữa đảm nhiệm vai trò Đệ nhất phu nhân khi Carlos Andrés Pérez tái đắc cử năm 1988. Bà tiếp tục lãnh đạo Quỹ Nhi đồng, hỗ trợ chính phủ mở rộng chương trình giữ trẻ ban ngày trên toàn quốc như một phần trong chính sách phúc lợi xã hội.
Trong cuộc đảo chính quân sự do Hugo Chávez lãnh đạo ngày 4 tháng 2 năm 1992, Blanca cùng các con gái và cháu gái có mặt tại Dinh Tổng thống La Casona khi nơi đây bị quân nổi dậy bao vây. Trong khi chồng bà trốn thoát để chỉ huy trấn áp đảo chính, Blanca vẫn ở lại dinh thự, hỗ trợ chăm sóc những binh lính bị thương – bất kể thuộc phe nào – và giúp duy trì tinh thần cho gia đình và nhân viên tại dinh khi tình hình vô cùng căng thẳng.

### Những năm cuối đời
Sau khi rời khỏi chính trường, Blanca sống tại một ngôi nhà ở vùng ven Caracas – nơi bà tự thiết kế một căn nhà mô phỏng theo các trang trại xưa của cha mình. Bà tiếp tục các hoạt động từ thiện, đặc biệt là với Bandesir. Dù Carlos Andrés Pérez sống lưu vong từ năm 1998, Blanca vẫn ở lại Venezuela.
Năm 2004, lực lượng an ninh chính phủ đột kích nhà riêng của bà với lý do tìm kiếm vũ khí và tài liệu liên quan đến một âm mưu chống lại Hugo Chávez – một cáo buộc bị xem là vô căn cứ vì bà không còn liên lạc với chồng mình. Dù chồng bà đã đệ đơn ly hôn, với đức tin Công giáo sâu sắc, bà từ chối và hai người vẫn còn là vợ chồng hợp pháp khi Pérez qua đời cuối năm 2010.